# Liquid funk
Liquid funk to najbardziej melodyjny podgatunek muzyki drum and bass, który wyodrębnił się około 2000 roku, sam zwrot wyrazowy powstał w 1997 został on użyty przez Fabio w audycji radiowej radia BBC One. Charakteryzuje się brakiem rozbudowanej i pierwszoplanowej linii basowej, występowaniem wielu warstw instrumentalnych, a także, często, wokalem. Liquid funk jest kojarzony jako gatunek, w którym z muzyką drum and bass miesza się wiele innych stylów muzycznych, głównie takich jak funk, soul, jazz, house czy disco. 
Wytwórnie płytowe wydające liquid funk to m.in. Hospital Records, Creative Source czy Liquid V, Fokuz. 

## Polscy przedstawiciele tego gatunku
- Rafau Etamski
- Silence Groove
- Satl
- Cls & Wax